# Jingtai
Jingtai (Pechino, 21 settembre 1428 – Pechino, 14 marzo 1457) è stato imperatore della Cina dal 1449 al 1457, appartenente alla dinastia Ming.

## Biografia
Zhu Qiyu ascese al trono nel 1449 dopo che suo fratello maggiore, l'Imperatore Zhengtong venne pesantemente sconfitto in battaglia e preso prigioniero dai Mongoli di Esen Khan.
L'Imperatore Zhengtong venne rilasciato nel 1450 e quando tentò di tornare in patria, Jingtai lo fece subito arrestare e continuò il proprio governo come Imperatore mentre a suo fratello venne garantito il titolo onorifico di Grande Imperatore, ma venne costretto a vivere nell'oscurità.
Durante il suo regno, Jingtai, aiutato dal prominente ministro Yu Qian, pose particolare attenzione ai problemi del proprio stato. Egli riparò il Gran Canale di Cina e costruì un sistema di dighe lungo il corso del Fiume Giallo. Come risultato della sua sapiente amministrazione, l'economia cinese fu prospera e venne rafforzato il potere della sua dinastia al governo.
Zhu Qiyu regnò per i successivi sette anni e quando la sua morte era ormai imminente nel 1457 si rifiutò di nominare un erede (in particolar modo perché suo figlio era morto misteriosamente). L'esiliato Zhengtong vide perciò l'opportunità di poter riottenere il trono attraverso un colpo di Stato che avrebbe detronizzato il fratello Jingtai e lo avrebbe dichiarato suo successore legittimo. Zhengtong divenne così nuovamente imperatore e prese il nome di Tianshun. Jingtai ottenne comunque il titolo di Re dello stato di Cheng (郕) e venne posto agli arresti domiciliari a Xiyuan (西苑). Jingtai morì il mese successivo e alcune fonti riportano un avvelenamento ad opera del fratello.
Dopo la morte di Jingtai, il fratello Imperatore gli negò il privilegio di essere sepolto nel mausoleo della famiglia Ming assieme agli altri antenati imperatori a nord di Pechino. Egli venne invece sepolto su una collina a ovest di Pechino col titolo di principe e non di imperatore e come tale venne ricordato anche successivamente.